# Dirty Diaries

Dirty Diaries est une collection de courts métrages pornographiques destinés à offrir un point de vue de femmes cinéastes sur la sexualité. Produits en Suède en 2009 par Mia Engberg, le film a suscité une controverse avant et après sa sortie, à cause de son contenu alternatif, et du fait qu'il ait été financé par des fonds publics. Bien que le contenu des courts métrages soit très diversifié, plusieurs adoptent un ton humoristique, critique et queer.

## Synopsis
Les courts métrages qui constituent le film sont très différents, aussi bien dans leur longueur que dans leur style. 
1. Skin : Un homme et une femme, habillé d'un cocon de nylon se caressent intimement. Après un moment, les deux coupent leur cocon, révélant ainsi leurs corps nus. Sur fonds musical doux seulement, les deux font l'amour oralement et se pénètrent.
2. Fruitcake : mosaïque de vues rapprochées de différents objets et d'anus humains qui sont léchés, mouillés avec de la salive, pénétrés au doigt ou avec des jouets sexuels. Un monologue accompagne les images.
3. Night Time: Une femme embrasse passionnément un homme tout en se filmant. Ensuite, ils se font mutuellement l'amour oral et la femme atteint l'orgasme plus tard à l'aide d'un vibrateur.
4. Dildoman : un court métrage d'animation qui se situe dans un club de striptease. Un homme se masturbant et un homme âgé observent deux femmes faisant l'amour sur une table de billard. L'un des hommes est subitement pris par l'une des femmes, qui est maintenant une géante. La femme introduit ensuite l'homme dans son vagin. Lorsqu'elle obtient un orgasme, l'homme devient mou.
5. Body Contact : Deux femmes se filmant mutuellement recherchent, sur un site de rencontre pornographique, un homme comme partenaire sexuel. Un homme leur montre son pénis à l'aide d'une webcam. Plus tard, il leur rend visite, mais est agacé par la présence de la caméra. Les deux femmes le convainquent de leur faire l'amour.
6. Red Like Cherry est une série de plans flous avec des personnes non identifiées qui nagent dans les vagues, et qui font ensuite l'amour.
7. On Your Back Woman est une série de clips où l'on voit des femmes à demi ou complètement nues se battre.
8. Phone Fuck suit la conversation téléphonique de deux femmes qui se sont récemment séparées, et qui vont finir par faire l'amour par téléphone
9. Brown Cock montre le pelvis d'une femme caucasienne. Elle se fait pénétrer par un gode tenu par une femme et, plus tard, par son poing. Les deux femmes tiennent un dialogue tout au long du film, commentant l'acte sexuel.
10. Flasher Girl on Tour est un manifeste de la cinéaste qui aime faire de l'exhibitionnisme. Dans le film, elle se rend à Paris où elle s'expose au regard des hommes et explique ses motivations pour le faire.
11. Authority : Une femme légèrement vêtue se fait surprendre par une policière en train de dessiner un graffiti. Après une poursuite dans un bâtiment vide, les deux femmes font l'amour de façon robuste : crachats, gifles et pénétration orale.
12. For the Liberation of Men est un mélange de gros plans sur le visage d'une vieille femme et de plans où l'on voit un homme habillé de vêtements féminins se masturber.
13. Come Together : un court métrage réalisé par Engberg et d'autres avant de tourner les douze courts métrages. Engberg et d'autres se filment alors qu'elles se masturbent et atteignent l'orgasme.

## Fiche technique
- Titre : Dirty Diaries
- Réalisation : 
  - Mia Engberg (Come Together)
  - Elin Magnusson (Skin)
  - Saara Kaaman et Ester Martin Bergsmark (Fruitcake)
  - Nelli Roselli (Night Time)
  - Åsa Sandzén (Dildoman)
  - P. Harlot alias Pella Kagerman (Body Contact)
  - Tora Mårtens (Red Like Cherry)
  - Wolfe Madam (On Your Back, Woman!)
  - Ingrid Ryberg (Phone Fuck)
  - Joanna Rytel (Flashing Girl On Tour)
  - Marit Ösberg (Authority)
  - Jennifer Rainsford (For The Liberation Of Men)
  - Universal Pussy (Brown Cock)
- Musique : Bonnie L.L. et Fever Ray
- Montage : Marinella Angusti et Hanna Lejonqvist
- Production : Mia Engberg et Göran Olsson
- Sociétés de production : Njutafilms, Story AB, Institut suédois du film
- Sociétés de distribution : KMBO (France), Dutch FilmWorks (en) (Belgique, Luxembourg et Pays-Bas), Petra Joy (Suisse, Allemagne et Autriche), Another World Entertainment (en) (Danemark), EDKO (Beijing) Distribution (en) (Japon), Lust Films (Espagne)
- Pays d'origine :  Suède
- Langues originales : anglais et suédois
- Format : Couleurs - Format vidéo
- Durée : 105 minutes / 98 minutes
- Dates de sortie :
  - Suède : 3 septembre 2009 (sortie limitée)
  - France : 30 juin 2010

## Production
L'idée de créer Dirty Diaries est née après que Engberg et quelques-unes de ses amies eurent réalisé Come Together (« Venir ensemble ») pour le Festival International du Film de Stockholm. Il s'agissait d'un court métrage où chaque participante se filmait avec un téléphone portable en train de se masturber. Come Together a reçu beaucoup de commentaires négatifs, surtout de la part des hommes, qui se plaignirent que les actrices-réalisatrices n'étaient pas attirantes. Pour Engberg, c'était la preuve que les films pornographiques exigeaient des actrices qu'elles soient agréables à regarder pour un public essentiellement masculin. 
Enberg avait déjà réalisé un court métrage pornographique, Selma and Sofie, qui avait rencontré un petit succès. Cela, ajouté à d'autres aventures culturelles réussies, ont motivé l'Institut suédois du film à fournir un budget initial de 350 000 couronnes (environ 35 000 euros), auxquelles s'ajoutèrent plus tard 150 000 couronnes.

## Réception
Le financement de l'Institut suédois du film, qui reçoit lui-même la plupart de ses financements directement du gouvernement suédois, a provoqué une certaine controverse en Suède. Utiliser l'argent des impôts a été considéré comme choquant par certains. Beatrice Fredriksson, membre de l'association de jeunes du Parti Modéré et auteure d'un blog Initiative anti-féministe, a taxé cette utilisation de l'argent public d'hypocrisie, étant donné que l'industrie pornographique courante n'aurait jamais reçu le même soutien financier. D'autres ont défendu le financement public du projet en insistant sur le fait que les valeurs véhiculées par Dirty Diaries sont radicalement différentes de la pornographie habituelle. 
À cause du débat sur l'utilisation de l'argent des impôts pour financer un produit pornographique, le directeur de l'Institut suédois du film Cissi Elwin Frenkel a estimé nécessaire d'écrire une lettre à la ministre de la Culture suédoise, Lena Adelsohn Liljeroth, et d'expliquer exactement pourquoi le film avait reçu le financement. Frenkel n'a cessé d'insister sur le fait que l'Institut ne soutient pas la pornographie, et que Dirty Diaries a été financé parce qu'il avait pour but de tenter une nouvelle approche et représentation de la sexualité féminine.
En France, les médias ont également commencé à s'intéresser au phénomène Dirty Diaries. Stéphane Rose écrit dans le quotidien Le Figaro : « Qu’on se le dise : le porno qui a un pénis à la place du cerveau, c’est fini ! ». Le journal Libération s'interroge lui aussi sur la polémique du financement public du film.

## Réception critique
La réception critique des films en eux-mêmes a été mitigée. En Suède, le Svenska Dagbladet a qualifié les courts-métrages d'« amusant, provoquant, excitants », en particulier le premier, Skin. Certains des films, comme Dildoman et Skin ont été considérées comme de bonne qualité, mais Lars Böhlin du Västerbottens Folkblad a questionné le fait qu'ils soient vraiment pornographiques. Camilla Carnmo, du Smålandsposten les a décrits comme « beaux à regarder et professionnels » malgré le fait qu'ils aient été tournés avec des portables, mais a aussi ajouté que c'était « plus de l'art que du porno ». Elle a également aimé Flasher Girl On Tour, qui selon elle « combine l'humour, le sexe et la politique d'une manière libératrice ».